# Springsure
Springsure is een plaats in de Australische deelstaat Queensland en telt 770 inwoners (2001).